# Charles-Antoine Cambon

La regina di Cipro - atto 5 - scena 2

Charles-Antoine Cambon (talvolta citato come Charles Cambon; Parigi, 1802 – Parigi, 1875) è stato un pittore e scenografo francese, che lavorò essenzialmente per il teatro d'opera.

## Biografia
Inizialmente interessato all'acquerello e al disegno color seppia, divenne allievo di Pierre-Luc-Charles Ciceri. Nel 1820 si dedicò alla scenografia e lavorò per il Théâtre Lyrique in particolare nelle opere romantiche o orientaleggianti (opera e balletto) per il Cirque-Olympique, l'Grand Theatre di Lione, il Teatro comunale di Brest e l'Opera di Madrid. Verso la fine degli anni 1820 entrò in società con Humanité-René Philastre e insieme lavorano soprattutto per l'Opera di Anversa. Collaborò con Joseph Thierry, soprattutto per l'Opéra Le Peletier, l'Opéra-Comique e il Théâtre de l'Ambigu-Comique, oltre che per la Comédie-Française al Théâtre de la Porte-Saint-Martin e al Théâtre des Bouffes-Parisiens.
Fu uno degli scenografi che collaborò più a lungo con l'Opéra national de Paris (dal 1833 al 1873) in un momento in cui le produzioni erano molto spettacolari, tanto che per ogni produzione venivano utilizzati fino a sette scenografi. Cambon era specializzato nella decorazione architettonica.
Fra le sue scenografie si ricordano quelle per Faust, Le Prophète, la Reine de Saba, L'Africaine, Don Sébastien, Don Carlos,  La favorita,  Guillaume Tell, Jeanne d’Arc, Robert le Diable, Hamlet, La Huguenots,  Don Giovanni, La coupe du Roi de Thulé, Les Sept merveilles du monde, La regina di Cipro, La Fiancée d'Abydos d'Adrien Barthe e il balletto Coppélia ou la Fille aux yeux d'émail di Arthur Saint-Léon e Léo Delibes. 
Lavorò con degli architetti per la decorazione degli interni dell'l'Opera di Gand con l'architetto Louis Roelandt per il Théâtre de Montbéliard, il Théâtre Déjazet, il Théâtre de Beaune, e quelli d'Angoulême e di Halle-au-Blé (La Flèche). Le sue scenografie per il Gran Teatre del Liceu di Barcellona sono andate distrutte a seguito di un incendio. 
Fu amico di Balzac. 
Fu anche insegnante e tra i suoi allievi vi furono Chéret, Daran,  Germain, Eugène Carpezat e Francesc Soler Rovirosa. 
Fu insignito dell'onorificenza di cavaliere della Legion d'onore.
Charles-Antoine Cambon lavorò fino alla sua morte avvenuta nel 1875 e fu tumulato nel Cimitero di Montmartre.

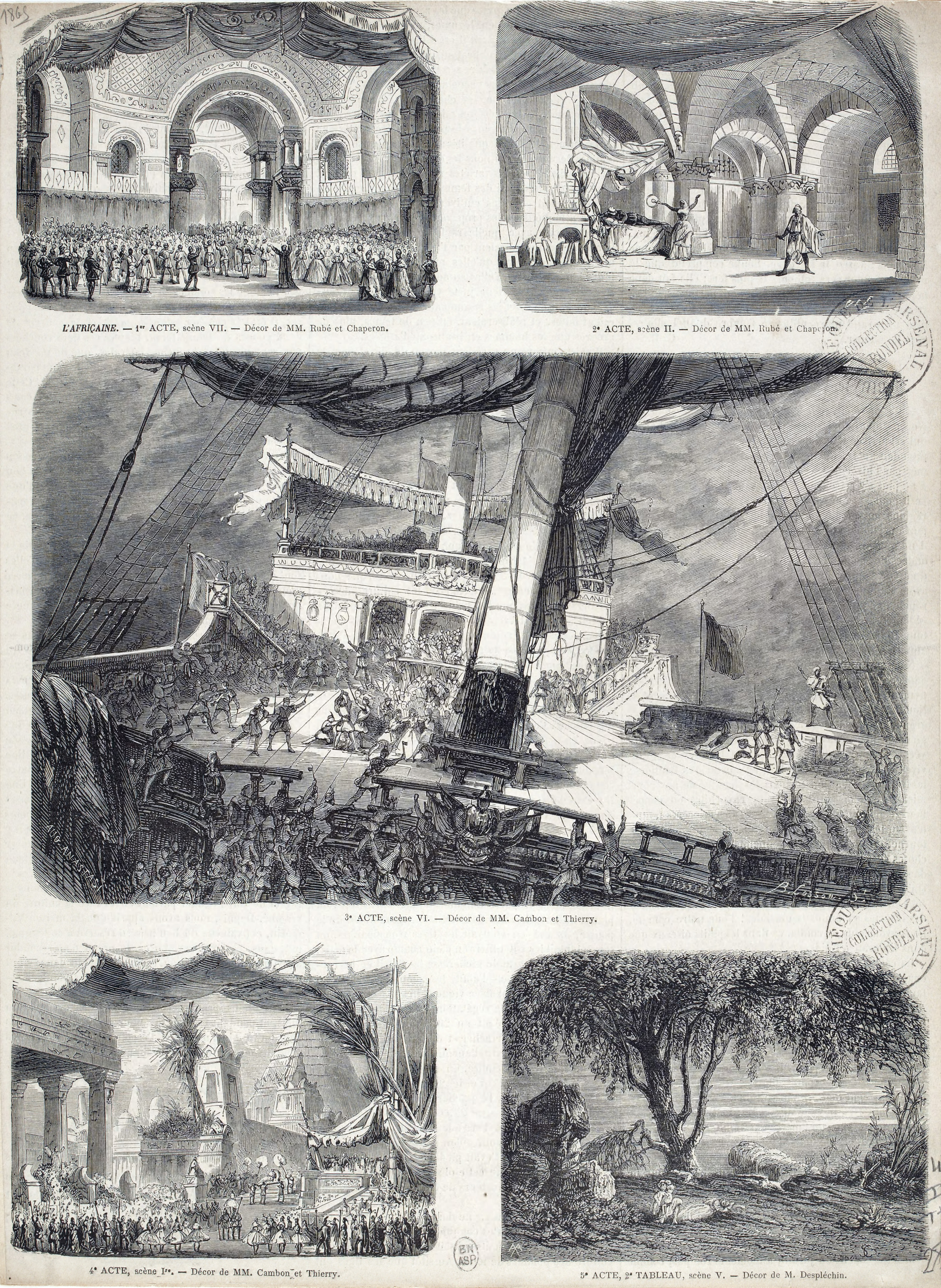
L'Africaine 1865
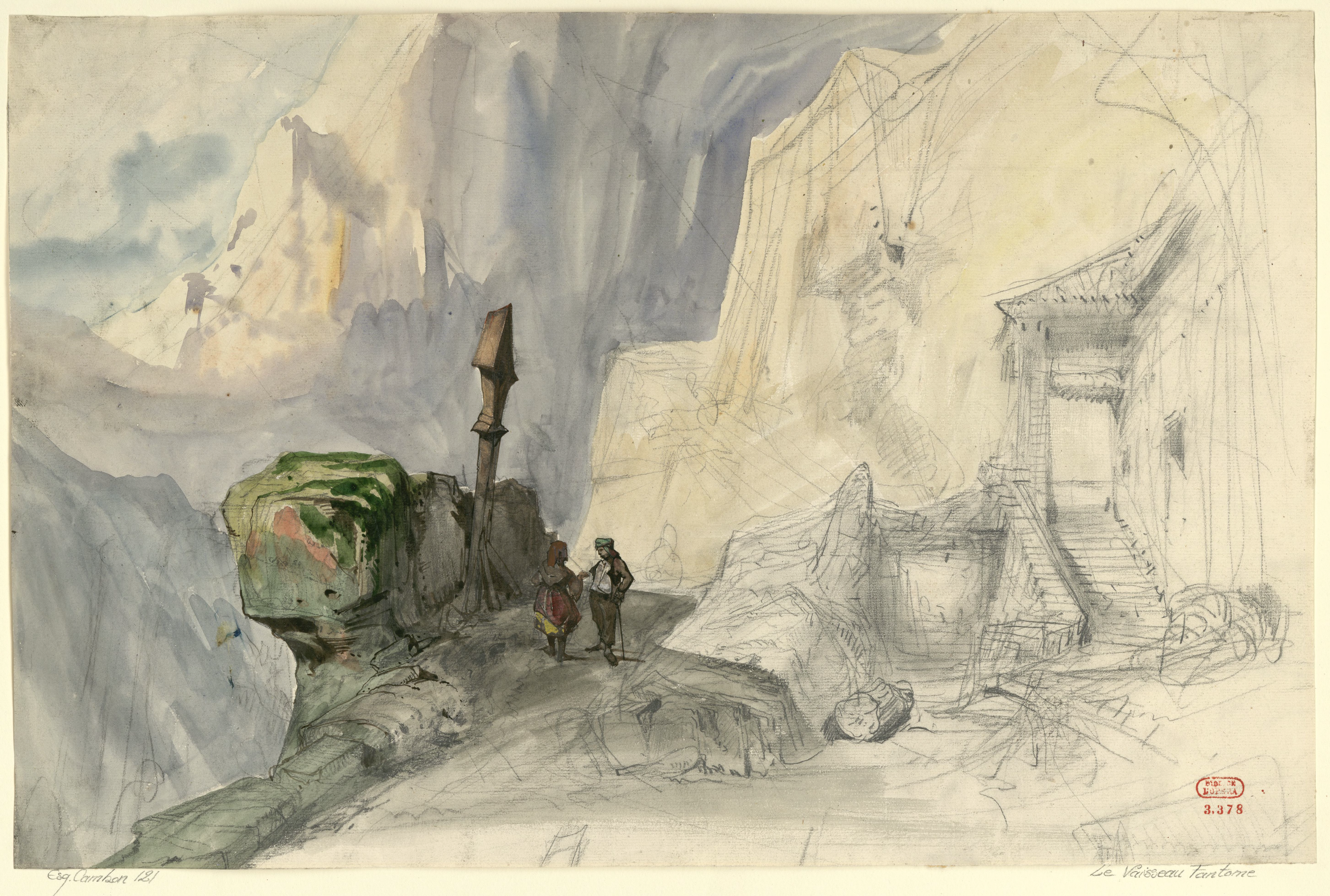
Il vascello fantasma
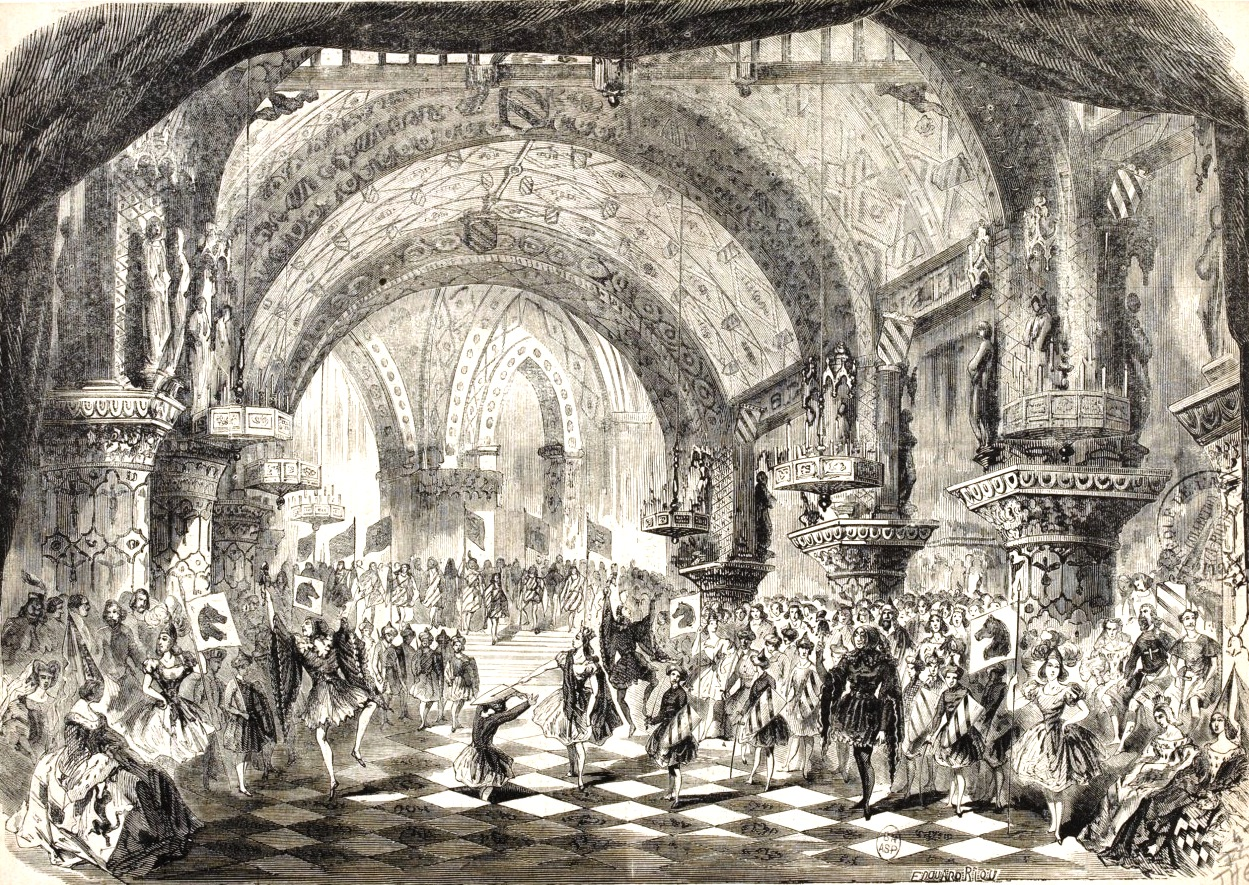
La Magicienne, atto 2